# Пампанини, Сильвана
Сильвана Пампанини (итал. Silvana Pampanini, 25 сентября 1925, Рим — 6 января 2016, там же) — итальянская актриса.

## Биография
Родилась в семье с венецианскими корнями. Училась пению, фортепиано и танцу, окончила консерваторию Святой Цецилии, в 1946 году приняла участие в конкурсе красоты «Мисс Италия» в Стреза, но одержала только моральную победу (по требованию публики жюри присудило ей особый приз симпатий). Планировала начать карьеру певицы (сопрано, как её любимая тётя Розетта Пампанини), но увлеклась кинематографом, и в 1947 году дебютировала как актриса в фильме Джузеппе Мария Скотезе на библейскую тему L’Apocalisse («Апокалипсис»).
Вскоре она добилась весомых успехов на большом экране, и в 1950-х годах уже считалась символом итальянской красоты. Наибольший успех ей принесли съёмки в фильмах O.K. Nerone («О’кей, Нерон», 1952), La presidentessa («Президентша», 1952) и La bella di Roma («Римская красавица», 1955). На пике популярности актриса была завалена предложениями работы, получая до восьми ролей в год.
В 1955 году актриса посетила США, где получила предложения на съёмки в Голливуде, но отвергла все предложения из-за сложностей с английским языком. Помимо родины Пампанини снималась также во Франции и Мексике, работая при этом с такими звёздами как Марчелло Мастроянни, Тото и Жан Габен.
В середине 1950-х годов была весьма популярна в СССР, благодаря фильму Джузеппе Де Сантиса «Муж для Анны Дзаккео», который упоминает даже герой Леонида Куравлева в фильме «Живёт такой парень».
Из-за своего независимого характера актриса, сумевшая выйти за рамки предназначенного ей амплуа «секс-бомбы», неоднократно конфликтовала с продюсерами. Несмотря на яркую внешность и многочисленные брачные предложения (которых, по её словам, «было столько, что голова болела» — più proposte di matrimonio che mal di testa), она так и не вышла замуж.
Долгое время Пампанини судилась с влиятельным продюсером Морисом Эргасом, который, получив отказ на своё предложение руки и сердца, пытался вернуть вложенные в актрису средства, которые она, по его словам, потратила на меха и драгоценности. Процесс он проиграл, после чего приложил все усилия для того, чтобы сломать ей карьеру, в чём, в конце концов, преуспел.
С 1956 года Пампанини перестали предлагать главные роли в итальянских фильмах, но к тому времени она была достаточно богата, и могла позволить себе лишь периодически появляться на радио и телевидении. Во второй половине 1960-х она окончательно ушла из кино, посвятив себя заботе о родителях, так как собственной семьи у неё не было.
В 1970 году участвовала в инсценировке пьесы Флобера на RAI, в 1983 году снялась в роли самой себя в фильме Альберто Сорди Il tassinaro («Таксист»). Осенью 2002 вновь появилась на телевидении в программе Domenica In, где танцевала и пела.
В 2004 году опубликовала мемуары под названием Scandalosamente perbene («Скандально благопристойна»).
Последние годы Сильвана Пампанини жила в княжестве Монако.
В октябре 2015 года перенесла срочную операцию в брюшной полости, скончалась от осложнений 6 января 2016 года в римской больнице Policlinico Gemelli.

## Фильмография
- 1946 — Апокалипсис / L’apocalisse (в титрах не указана)
- 1947 — Секрет Дон Жуана / Il segreto di don Giovanni
- 1948 — До свидания, папа / Arrivederci, papà!
- 1948 — Барон Карло Мадза / Il barone Carlo Mazza
- 1949 — Марекьяро / Marechiaro
- 1949 — Белоснежка и семь разбойников / Biancaneve e i sette ladri
- 1949 — Антоний Падуанский / Antonio di Padova
- 1949 — Пожарные из Виджу / I pompieri di Viggiù
- 1949 — Нильский ястреб / Lo sparviero del Nilo
- 1949 — Вызов в шторм / Il richiamo nella tempesta
- 1950 — È arrivato il cavaliere
- 1950 — Неуловимый 12-й / L’inafferrabile 12
- 1950 — Бизарка / La bisarca
- 1950 — 47 morto che parla
- 1951 — Красавицы на велосипедах / Bellezze in bicicletta
- 1951 — Тиций, Гай, Семпроний / Tizio, Caio, Sempronio
- 1951 — О’Кей, Нерон / O.K. Nerone
- 1951 — Ha fatto 13 (сцена удалена)
- 1951 — Дьявольская брюнетка / Una bruna indiavolata
- 1951 — Я капитан / Io sono il Capataz
- 1951 — La paura fa 90
- 1952 — Процесс над городом / Processo alla città
- 1952 — Остров греха / La peccatrice dell’isola
- 1952 — Чудо в Виджу / Miracolo a Viggiù
- 1952 — Песни полувека / Canzoni di mezzo secolo (эпизод)
- 1952 — Приключение Мандрина / Le avventure di Mandrin
- 1952 — Женщина, которая изобрела любовь / La donna che inventò l’amore
- 1952 — Торговля белыми женщинами / La tratta delle bianche
- 1952 — Президентша / La presidentessa
- 1952 — Да здравствует кино! / Viva il cinema! (эпизод)
- 1953 — Вихрь / Vortice
- 1953 — Мы каннибалы / Noi cannibali
- 1953 — Муж для Анны Дзаккео / Un marito per Anna Zaccheo
- 1953 — Песни, песни, песни / Canzoni, canzoni, canzoni (эпизод)
- 1953 — Кёнигсмарк / Koenigsmark
- 1953 — Бури / Bufere (режиссёр Гуидо Бриньоне)
- 1953 — Очаровательный враг / L’incantevole nemica
- 1954 — Невольница греха / La schiava del peccato
- 1954 — Принцесса Канарская / La principessa delle Canarie
- 1954 — Один день в суде / Un giorno in pretura
- 1954 — Весёлый эскадрон / Allegro squadrone
- 1954 — Романтика полувека / Amori di mezzo secolo (эпизод «Послевоенный 1920-й»)
- 1954 — Свадьба / Il matrimonio — Елена Ивановна Попова, помещица, молодая вдова
- 1954 — Восточный экспресс / Orient Express
- 1955 — Песни со всей Италии / Canzoni di tutta Italia (эпизод)
- 1955 — Нельская башня / La Tour de Nesle
- 1955 — Римская красавица / La bella di Roma
- 1955 — Римские рассказы / Racconti romani
- 1956 — Эксперты на футбольном поле / Kyriakatikoi iroes (играет себя)
- 1956 — Закон улиц / La loi des rues
- 1957 — Они станут мужчинами / Saranno uomini
- 1958 — Мелодия Святой Агаты / Melodie a Sant’Agata (документальный короткометражный фильм; продюсер и режиссёр)
- 1958 — Дорога длиною в год / La strada lunga un anno
- 1959 — Sed de amor
- 1961 — Страх морей / Il terrore dei mari (актриса и сценарист)
- 1961 — Мужья на конгрессе / Mariti a congresso
- 1961 — Меч Ислама / La spada dell’Islam
- 1964 — Наполеончито / Napoleoncito
- 1964 — Гаучо / Il gaucho
- 1966 — Мир сошёл… безумцы! / Mondo pazzo… gente matta!
- 1967 — Три тысячи километров любви / Tres mil kilometros de amor
- 1971 — Мадзабубу… Сколько здесь рогов? / Mazzabubù… Quante corna stanno quaggiù? (эпизод)
- 1971 — Кандидат / Il candidato (телевизионный сценарий)
- 1983 — Таксист / Il Tassinaro (играет себя)
- 1999 — Три звезды / Tre stelle, телефильм